# Marco Marcio Rala
Marco Marcio Rala (en latín, Marcus Marcius Ralla) fue un político y militar de la Antigua Roma que ejerció la pretura en el año 204 a. C.

## Carrera pública
Rala fue elegido pretor urbano en el año 204 a. C. y acompañó a Escipión en la expedición africana. Fue uno de los legados que el Africano envió a Roma con los embajadores cartagineses cuando estos pidieron la paz.